# Монтечикардо
Монтечикардо (итал. Monteciccardo) је насеље у Италији у округу Пезаро и Урбино, региону Марке.
Према процени из 2011. у насељу је живело 515 становника. Насеље се налази на надморској висини од 321 м.

## Становништво
| 1931. | 1936. | 1951. | 1961. | 1971. | 1981. | 1991. | 2001. | 2011. |
| ----- | ----- | ----- | ----- | ----- | ----- | ----- | ----- | ----- |
| 2.195 | 2.238 | 2.225 | 1.567 | 953   | 880   | 969   | 1.296 | 1.921 |